# Ізабелла Англійська
Ізабелла Англійська (англ. Isabella of England;  1214 —  1 грудня 1241) — англійська принцеса з династії Плантагенетів, дочка короля Англії Іоанна Безземельного та Ізабелли Ангулемської. Третя дружина імператора Священної Римської імперії Фрідріха II і його остання дружина, шлюб з якою був визнаний католицькою церквою.

## Біографія

### Ранні роки

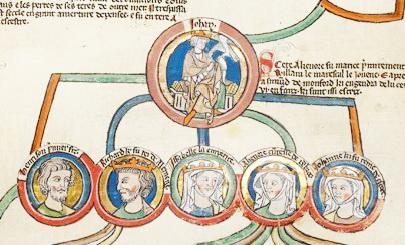
Іоанн Безземельний і його діти, генеалогічний сувій XIII століття.
Ізабелла у центрі

Ізабелла з'явилася на світ приблизно в 1214 році і була другою дочкою і четвертою дитиною з п'ятьох дітей короля Англії Іоанна Безземельного і його другої дружини Ізабелли Ангулемської. Точна дата народження принцеси невідома, а рік розраховується виходячи з того, що Матвій Паризький повідомляв, що Ізабелла одружувалася на 21-у році життя. До моменту народження Ізабелли між її батьками вже зростало відчуження, і велику частину часу принцеса проводила з матір'ю. Після смерті Іоанна в 1216 році маленька принцеса залишилася на повному утриманні матері і перебувала при ній аж до 1220 року, коли Ізабелла Ангулемська знову вийшла заміж.
Вихованням принцеси з раннього віку займалася «няня і гувернантка» Маргарет Байсет, отримувала за свої послуги починаючи з 1219 року за наказом короля Генріха III один пенні в день «з рук віконта Херефорда»; Маргарет супроводжувала Ізабеллу в Німеччині шістнадцять років тому, коли принцеса вийшла заміж. Послуги інших слуг принцеси (кухаря, конюха та інших) також оплачував король, за його наказом, коли слуги сестри йшли на пенсію, їм призначався щедрий пенсіон. Перші роки життя Ізабелли пройшли в Глостерському замку. Пізніше, коли закінчилися проблеми, що супроводжували ранні роки правління брата принцеси, Ізабеллу перевезли до двору, перший час розташовувався в Вудстоку, а потім — у Вестмінстерському палаці. Час від часу юна принцеса з сім'єю відвідувала інші королівські резиденції: Вінчестер, Мерлеберг, Нортгемпотон, Йорк та інші.

### Юність
У червні 1220 або 1221 року старша сестра Ізабелли, Джоан, була заручена з королем Шотландії Олександром II, і згідно шлюбним договором, в разі, якщо Джоан не встигала повернутися в Англію до Михайлового дня (29 вересня), протягом двох тижнів після цього Олександр II повинен був одружитися на Ізабеллі. Двічі протягом наступних десяти років король Генріх III намагався видати заміж свою сестру — ймовірно, Ізабеллу: спочатку в 1225 році принцесу готували в дружини королю Німеччини Генріху VII, який десять років потому став пасинком Ізабелли, а потім — французькому королю Людовику IX.
Чим старше ставала Ізабелла, тим більше вона любила самоту. У листопаді 1229 року вона з дозволу брата відбула до замку Мерлеберг, що став її резиденцією; в цей час у замку завершувалася реконструкція, і Генріх III велів констеблеві замку дозволити сестрі вибрати будь покої, які вона побажає. Відносини між братом і сестрою були дуже теплими, і король кілька разів відвідував Ізабеллу: він побував у Мерлеберзі під час святкування весілля «дівиці Кетрін», що служила Ізабеллі, а також відвідав сестру у 1231 і 1232 роках в Глостерському замку. 13 листопада 1232 року Генріх III послав свого особистого кравця до сестри, щоб той пошив їй новий гардероб.
Різдво того року король також зустрічав з Ізабеллою; він надіслав їй три найкращі страви зі свого столу і обдарував безліччю дарів, а потім протягом декількох місяців посилав їй предмети, необхідні для облаштування власної каплиці принцеси. Провізією Ізабеллу та її гостей забезпечували «двоє чи троє гідних чоловіків» з Глостера, при цьому вино і оленину сестрі регулярно надсилав король, який надав у користування Ізабелли також одного зі своїх постачальників риби. Королівського капелана Уоріна, який служив Ізабеллі, також надав сестрі король. Влітку 1232 року Ізабелла повернулася до Мерлеберга.

### Шлюб

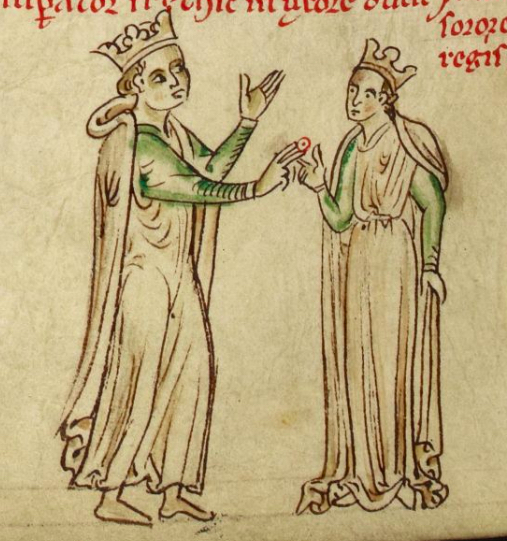
Весілля Ізабелли і імператора Фрідріха II. Матвій Паризький, XIII століття

У 1234 році Ізабелла покинула усамітнення і оселилася в Тауері. У листопаді двічі овдовілий імператор Священної Римської імперії Фрідріх II отримав пораду Папи римського Григорія IX попросити руки Ізабелли, і в лютому 1235 року він направив королю Генріху III посольство на чолі зі своїм канцлером П'єтро делла Вінья. Шлюб Ізабелли і Фрідріха був покликаний зміцнити політичний альянс Англії та Священної Римської імперії проти Франції. Після триденного обговорення Генріх дав згоду на шлюб; Ізабелла була привезена зі своїх покоїв в Тауері до Вестмінстера, де зустрілася з послами, які «оголосили її найбільш гідної з імператорських наречених», наділи обручку їй на палець і вітали як імператрицю.
22 лютого 1235 року був підписаний договір, за яким Генріх III призначав посаг сестрі в тридцять тисяч марок, який планувалось виплатити протягом двох років, і як весільний подарунок давав їй все необхідне начиння, коштовності, коней і багаті одягу, зшиті за останньою німецької моді; також принцесі були передані патентні листи від імператора, згідно з якими Ізабеллі як королеві Сицилії і імператриці Священної Римської імперії у володіння передавалися землі. 27 лютого сторонами був підписаний і завізований шлюбний договір. Шлюб дочки англійського короля з римським імператором був сприйнятий з захопленням як королем, так і простим народом, хоча останній був сильно розчарований величезною «допомогою», яка вимагалась від нього з цього приводу.
На початку травня 1235 року архієпископ Кельнський Генріх I фон Мульнарк і герцог Брабантський Генріх I прибули до Англії, щоб переправити наречену на її нову батьківщину; Ізабелла відбула з Лондона 7 травня під їх опікою і опікою єпископа Ексетерського Вільяма Брюера. Брати принцеси супроводжували її в дорозі від Кентербері до Сануїджу, звідки Ізабелла відплила 11 травня; через чотири дні вони висадилися в Антверпені. Перед від'їздом Ізабелли з Англії посли імператора поклялися Генріху III, що в разі смерті імператора до укладення шлюбу з принцесою, вона безперешкодно і в безпеці повернеться додому. Ходили чутки, що в дорозі вороги імператора, що перебували в союзі з французьким королем, намагалися викрасти Ізабеллу, однак ескорт, наданий Фрідріхом II, зміг захистити принцесу. 22 або 24 травня вона прибула до Кельну і зупинилася в будинку пробста святого Гереона, де принцесі довелося провести шість тижнів, поки імператор воював з власним сином.

### Дружина імператора
Після шеститижневого очікування Фрідріх II викликав наречену до Вормса, де Ізабелла і Фрідріх II повінчалися і молода імператриця була коронована у Вормському соборі архієпископом Майнца Зігфрідом III фон Еппштейном. Щодо дати цієї подвійної події дослідники розходяться в думках: біограф Елісон Вейр та Мері-Енн Еверетт Грін датують його 20 липня 1235 року, Кейт Норгейт, автор статті про Ізабеллу в «Національному біографічному словнику», пише про неділю, 15 липня, Джеймс Пентон вказує обидві дати як можливі. Весільні урочистості тривали чотири дні, і, як кажуть, на них були присутні чотири королі, одинадцять герцогів, тридцять графів і маркграфів та не менше число прелатів і дрібних дворян. 14 серпня Фрідріх скликав асамблею, на яку були запрошені представники з усієї імперії; вони познайомилися з новою імператрицею і принесли їй свої вітання. Ізабелла — або Єлизавета, як її називали деякі з підданих її чоловіка — здається, була дуже гідною і красивою жінкою. Фрідріх II був у захваті від дружини, але відразу після весілля від позбавився від англійського ескорту Ізабелли «обох статей», залишивши при ній тільки Маргарет Байсет і одну покоївку, і перевіз її для усамітнення у Хагенау, де провів з дружиною більшу частину зими. Раніше англійське посольство, яке прибуло разом з Ізабеллою, повернулося на батьківщину; своєму королю вони везли дари від імператора, серед яких були три живих леопарда — тварини, зображені на гербі англійського короля.
Незабаром після весілля Фрідріх був змушений виїхати і залишити дружину на утриманні сина Конрада. На початку 1236 році Ізабелла з чоловіком відвідала Равенну; частину року імператорське подружжя провело в Італії, після чого повернулося до Німеччини. Вже будучи в шлюбі, Ізабелла продовжувала підтримувати відносини з братом-королем: вони вели регулярну переписку, в якій спілкувалися настільки тепло, наскільки дозволяв суворий етикет. Тепле листування з Генріхом III вів сам імператор, але ім'я його дружини згадувалося в листах зрідка і тільки щодо політичних питань. У липні Фрідріх вів підготовку до військової кампанії і був змушений залишити дружину в Німеччині майже на рік.
До Михайлового дня Фрідріх повернувся в Ломбардію, куди викликав дружину і де провів з нею зиму. У вересні 1238 року Фрідріх відправив дружину до Андрії, де Ізабелла залишалася до грудня, коли архієпископ Палермський супроводив її назад в Ломбардію. На початку 1239 року Ізабелла провела деякий час у Ноєнті, поки її чоловік перебував у Падуї; у лютому 1240 року вона повернулася в Південну Італію, куди незабаром прибув також й імператор. Фрідріх II, здається, поважав і любив дружину, але в дивній манері: турбуючись про її безпеку і оточуючи її розкішшю і пишністю, але тримаючи при цьому на відстані від себе. Крім того, Джеймс Пентон пише про те, що імператриці заборонялося спілкування з усіма чоловіками, крім євнухів, що оточували її. Царствений брат Ізабелли, Генріх III, скаржився, що його сестрі ніколи не дозволялося «носити корону» публічно або з'являтися як імператриця на державних зустрічах, а в 1241 році, коли її другий брат, Річард Корнуолльський, вирушив відвідати Фрідріха на шляху зі Святої землі, тільки «через кілька днів» він зміг «з дозволу імператора і за його доброї волі» відвідати покої сестри, при цьому самій Ізабеллі чоловік не дозволив зустрітися з братом при дворі.
Ізабелла померла у Фоджі поблизу Неаполя в 1241 році. Вейр називає датою смерті Ізабелли 1 або приблизно 6 грудня, тоді як Норгейт і Еверетт Грін вважають, що імператриця померла 1 грудня; причиною смерті Ізабелли дослідники називають невдалі пологи. Фрідріх II в момент смерті дружини перебував у Фаенці, і передсмертними словами Ізабелли було прохання до чоловіка, щоб він і далі підтримував дружні стосунки з її братом-королем. Ізабелла була похована з почестями в Кафедральному соборі Андрії поруч із другою дружиною Фрідріха II Іолантою Єрусалимською.
Король Генріх III був глибоко засмучений і шокований смертю сестри. Він наказав своєму олмонеру роздати «заради душі імператриці, нашої покійної сестри» як милостиню понад 200 фунтів в Оксфорді і Оспринджі; така ж сума була роздана Лондоні і Віндзорі. Матвій Паризький, оспівуючи смерть Ізабелли, називав його «славою і надією Англії».

## Нащадки
Різні джерела називають різну кількість, імена і дати народження дітей Ізабелли.
Кейт Норгейт називає трьох дітей: Маргарита (нар.. у лютому 1237 року), Генріх (18 лютого 1238 року — 1254) і дитина, що померла під час пологів у грудні 1241 року. Пізніші дослідники називали першою дитиною Ізабелли сина Йордана (нар.. 1236), однак Норгейт вважає, що сучасні Ізабеллі джерела цього не підтверджують; більше того, про народження Маргарити імператор оголосив своїм італійським підданим, з чого випливає, що вона була першою дитиною подружжя. Норгейт пише, що Генріх після смерті батька став титулярним королем Єрусалиму, а Маргарита була одружена з Альбрехтом II, ландграфом Тюрінгії, і стала прародителькою Саксен-Кобург-Готської династії.
Елісон Вейр називає імена передбачуваних чотирьох дітей Ізабелли: Йордан (?; нар.. і пом.. у 1236 році), Агнес (народилася і померла в 1237 році), Генріх (титулярний король Єрусалиму; 1238—1253) і Маргарита (дружина ландграфа Тюрінгії Альбрехта II; 1241—1270). Вейр пише про смерті Ізабелли під час пологів, проте не повідомляє про те, що сталося з дитиною. Можливо, цією дитиною була Маргарита.
Мері-Енн Еверетт Грін пише про народження Ізабеллою наступних дітей: Йордан (нар.. і пом.. 1236), Агнес (нар.. і пом.. 1237), Генріх (нар.. 18 лютого 1238) і Маргарита (нар.. 1 грудня 1241).
Джеймс Пентон пише про народження Ізабеллою чотирьох або п'яти дітей, але не називає їх імен.